# Alalu
Alalu je bog v huritski mitologiji. V svojo hišo je sprejel  božansko družino, ker se je štel za prednika bogov in bil verjetno oče Zemlje.

## Ime
Ime Alalu je sposojeno iz semitske mitologije. Sestavljeno je iz semitskega določilnega člena al in imena semitskega božanstva Alû. –u na koncu imena je obrazilo, zato se ime Alala lahko glasi tudi Alali, odvisno od njegovega položaja v stavku. Grki so ga enačili s svojim bogom Hipsistom. 

## Mitologija
Alalu je bil prvobitno božanstvo huritske mitologije. Po devetih letih vladanja ga je premagal Anu. Alalu je osem let kasneje izzoval Anuja na dvoboj in bil v rokoborskem dvoboju spet poražen. Alalu je tokrat odgriznil in pogoltnil Anujeve genitalije in zanosil  tri bogove, med katerimi je bil tudi Tešub, ki ga je na koncu premagal. Alalu je pobegnil v podzemni svet.
Zgodovinarji opozarjajo na podobnosti med huritskim mitom in zgodbo o Uranu, Kronosu in Zevsu iz grške mitologije.